# Ofensiva de al-Jawf em 2020
A ofensiva de Al Jawf começou em fevereiro de 2020 com confrontos na província de Al Jawf e alcançou uma fase decisiva com a captura da cidade de Al Hazm pelo movimento Houthi em 1 de março de 2020, durante a Guerra Civil do Iêmen. 

## Ofensiva
Após semanas de confrontos, os combatentes houthis invadiram a cidade de Al Hazm, capital da província de Al Jawf, em diferentes direções em 1 de março de 2020. Um oficial do governo Hadi disse à agência de notícias Xinhua que as forças pró-Hadi não conseguiram repelir os combatentes houthis que atacavam Al Hazm dos lados oeste e noroeste. As forças houthis foram destacadas em diferentes partes da cidade, enquanto todos os militares pró-Hadi se retiraram para a cidade de Ma'rib. Os combates deixaram dezenas de soldados mortos.
O porta-voz do movimento houthi disse que o grupo controlava a maior parte do distrito de Al Jawf, com exceção de algumas áreas próximas à Arábia Saudita; as áreas capturadas pelo grupo compreendiam os distritos de Khub wal Shaaf e Yatma. As forças houthis, em seguida, voltaram a ofensiva contra a província de Ma'rib com o objetivo de atacar a cidade de Ma'rib. 
Em 18 de março, fontes locais informaram que as forças houthis expulsaram as forças apoiadas pelos sauditas da montanha Atias, uma base na montanha Kufil e na montanha Ghabira, com confrontos ocorridos perto de Talaat al-Hamra. 
Em 28 de março, de acordo com a mídia houthi, os combatentes houthis tomaram o acampamento Kofal.  Dois dias depois, fontes locais informaram que os combatentes houthis capturaram a base militar de Labnah nas montanhas Labnah das forças da coalizão árabe.  A captura da base militar permitiu às forças houthis armar seus comitês populares alinhados, o objetivo da ofensiva era cercar a fortaleza do al-Islah na província de Ma'rib, rica em petróleo.  Batalhas foram registradas no campo de Kofal. 
Em 4 de abril, as forças pró-governo Hadi emitiram um comunicado dizendo que as forças governistas apoiadas por ataques aéreos da coalizão árabe lançaram um ataque aos militantes houthis no distrito de Sirwah, província de Ma'rib. Alegadamente, 25 militantes houthis foram mortos e vários veículos dos militantes foram destruídos. No mesmo dia, a mídia pró-Houthi informou que os confrontos resultaram na morte de um comandante de alta patente e de vários soldados das forças do governo Hadi. 
Segundo a mídia houthi, oitenta militares do pró-governo Hadi foram mortos e feridos, incluindo o general Mohamed Kamil al-Thaifani, 310.º comandante da brigada; o chefe de operações, general Hameed al-Maswari, e o comandante da 72.ª Brigada, general Khalid al-Joma'ei.  Em 8 de abril, a coalizão árabe anunciou um cessar-fogo de duas semanas, em parte para evitar repercussões da pandemia do COVID-19. O vice-ministro da Defesa saudita, príncipe Khalid bin Salman, twittou que a Arábia Saudita contribuiria com US $ 500 milhões para o plano de resposta humanitária da ONU para o Iêmen em 2020 e outros US $ 25 milhões para ajudar a combater a propagação do coronavírus. 
Em 10 de abril, os houthis anunciaram a captura da base militar de Khanjar das forças da coalizão árabe após vários ataques. 
Em 21 de abril, os combatentes houthis capturaram a base de al-Jufra das forças de coalizão árabe.  Mais tarde, os houthis concentraram suas forças atacando a base militar de Maas e  Wadi Maas.  No mesmo dia, a mídia Houthi exibiu um vídeo de quinze minutos sobre a captura de uma base da AQPA na região de Khasaf, em Al-Jawf. As filmagens mostraram documentos de prisão, explosivos, munições e operacionais da al-Qaeda. 
Em 28 de abril, as forças houthis declararam que conseguiram capturar onze dos doze distritos e 95% da província de Al-Jawf, com apenas o distrito oriental de Khab e al-Shaaf ainda sob controle da coalizão árabe. Eles controlavam todo o Norte do Iêmen, exceto a província de Marib. 

## Análise
A captura de Al Hazm foi considerada pelo chefe do think tank do Sanaa Center como uma "mudança de jogo" para os houthis, e poderia mudar totalmente o "curso da guerra". O embaixador das Nações Unidas no Iêmen, Martin Griffiths, classificou a ofensiva em curso como a "escalada militar mais alarmante" da guerra.